# Schistes
Schistes é um gênero de aves apodiformes pertencentes à família Trochilidae, que inclui os beija-flores. O gênero possui duas espécies, distribuídas desde o noroeste da Venezuela e leste da Colômbia, seguindo ao centro do Equador, Peru até a Bolívia. As espécies do gênero são, comumente, denominadas beija-flores-pontiagudos, ou, ainda, colibris-adaga.

## Espécies
Anteriormente, se reconhecia apenas Schistes geoffroyi como espécie, posteriormente, incluiu-se S. albogularis como através da separação entre táxons.
| Imagem | Nome comum                      | Nome científico      | Autoridade     |
| ------ | ------------------------------- | -------------------- | -------------- |
|        | beija-flor-pontiagudo-oriental  | Schistes geoffroyi   | Bourcier, 1843 |
|        | beija-flor-pontiagudo-ocidental | Schistes albogularis | Gould, 1852    |